# Émotifs Anonymes
Pour les articles homonymes, voir Émotifs Anonymes (homonymie).

Les Émotifs Anonymes sont une association d’hommes et de femmes qui partagent leurs expériences, leurs forces et leurs espoirs, dans le but de résoudre leurs problèmes émotionnels.
Les Émotifs Anonymes sont constitués de groupes qui se réunissent généralement une fois par semaine. Ils utilisent un programme inspiré de celui des Alcooliques Anonymes et adapté pour les personnes souffrant de troubles émotifs. La seule condition pour rejoindre les Émotifs Anonymes est un désir sincère d’acquérir la santé émotive. Il n'y a ni inscription ni cotisation.